# Rhipidolestes apicatus
Rhipidolestes apicatus là loài chuồn chuồn trong họ Megapodagrionidae. Loài này được Navás mô tả khoa học đầu tiên năm 1934.